# Libnotes falsa
Libnotes falsa är en tvåvingeart som först beskrevs av Alexander 1935.  Libnotes falsa ingår i släktet Libnotes och familjen småharkrankar. Inga underarter finns listade i Catalogue of Life.